# Яхья ас-Сухраварди
Шихабуддин Абуль-Футух Яхья ибн Хабаш Сухраварди (перс. شهاب‌الدین سهروردی‎) (1155—1191) — персидский философ и мистик, создатель философии ишракизма (озарения), в силу чего он стал известен также как Шейх аль-Ишрак (Мастер Озарения). Сухраварди считал, что он возрождает традицию древней персидской мудрости. Казнён в связи с обвинением в ереси, в связи с чем также получил титул аш-Шейх аль-Мактуль, то есть «Убитый шейх».

## Биографические сведения
Сухраварди родился в курдской деревне Сохревард недалеко от Зенджана и Биджара (территория современного Ирана). Изучал философию (хикма) и исламское право (фикх) у Маджуддина аль-Джили, который также был учителем Фахруддина ар-Рази. В дальнейшем продолжил своё обучение в Иране и Сирии.
Сухраварди является автором более 50 философских трудов на персидском и арабском языках. Наиболее важным из них представляется книга «Философия озарения» (араб. حكمة الإشراق‎ —  Китаб хикмат аль-ишрак‎), работу над которой философ завершил в 1186 году.
Шейх аль-Ишрак был казнён в период между 1191 и 1208 гг. в связи с обвинением в ереси по приказу аль-Малика аз-Захира, сына Саладина. Существуют разные версии относительно способа этой казни. По одним данным, философа уморили голодом, согласно другим сообщениям, его сбросили с высокой крепостной стены, а затем сожгли.

## Философия озарения

### Метафизика света и тьмы
Вся философская система ишракизма, созданная Сухраварди, посвящена метафизике света и тьмы.
Согласно концепции Сухраварди, бытие представляет собой иерархию светов разной степени интенсивности. Для обозначения этих светов философ использует два арабских термина — «нур» (نور) и «дав» (ضوء), которые с лексической точки зрения являются синонимами, с той лишь разницей, что первое в исламе является одним из имён Всевышнего Аллаха, упомянутых в Коране:
Аллах — Свет небес и земли. (24:35)
Божественный Свет, тем самым, является наивысшим в этой иерархии, он является в ней Светом светов (нур аль-анвар). Сухраварди подчёркивает, что лишь свет является истиной. При этом он настаивает на том, что свет нельзя понимать как субстанциональную вещь и что его следует воспринимать как чистую явленность, поскольку представление о субстанциональности вещей является порождением человеческого ума. Хотя внешний мир по Сухраварди также не является и иллюзией, он предпочитал говорить всего лишь об «очертаниях» высвеченных вещей.
Что касается тьмы (зулма), то, согласно шейху озарения, она является просто отсутствием света. Сухраварди также использует термин «мрачный» (гасик): по его мнению, мрачные субстанции являются своеобразной преградой (барзах), задерживающей свет.

### Гносеология Сухраварди
Философ настаивал на примате непосредственного интуитивного постижения света над последующем рациональном осмыслении подобного опыта. В свете этого Сухраварди говорит о вкушении (завк) и совлечении завесы (кашф), которые основаны на интуитивных предпосылках. Истина, согласно Сухраварди, познаётся благодаря непосредственному свидетельствованию, а не познанию через умопостигаемые категории. Вместе с тем, философ не отвергал и рациональных методов познания, подчёркивая, что мистический опыт не является полным, если испытавший его не может проанализировать и объяснить его при помощи разума, что является уже прерогативой философии.
Исследователь исламской философии профессор Андрей Вадимович Смирнов пишет:
Безусловной заслугой ас-Сухраварди оказывается тот факт, что он указывает на два универсально-значимых примера интуитивного (непосредственного) постижения. Он даёт нам понять, что интуиция — не субъективное и принципиально не передаваемое другим переживание. Наоборот, интуиция интерсубъективна. Способность к интуитивному познанию — общая способность всех людей, она не менее универсальна, чем способность к разумному познанию, и даёт не менее общезначимые результаты. Этим интуиция в её авиценново-сухравардиевой трактовке принципиально отличается от того, что мы привыкли именовать мистическим прозрением, видением и тому подобными словами.